# Futtermittelinstitut Stade
Das Futtermittelinstitut Stade (kurz: FI Stade) ist eines von sechs Instituten des Niedersächsischen Landesamtes für Verbraucherschutz und Lebensmittelsicherheit (LAVES), das im Rahmen der amtlichen Lebensmittelüberwachung tätig ist. Das FI Stade ist für die amtliche Untersuchung und rechtliche Beurteilung von Futtermitteln für Nutz- und Heimtiere aus Niedersachsen zuständig.

## Beschreibung und Organisation
Jährlich werden im Institut in Stade amtliche Untersuchungen von circa 4.000 Proben von Futtermitteln für Nutz- und Haustiere durchgeführt.
Das Probenspektrum unterscheidet sich im Bereich Futtermittel stark. Aus der Nutztierhaltung fallen sowohl Gras-Aufwuchsproben direkt vom Feld an als auch Alleinfuttermittel zur alleinigen Versorgung der Tiere mit Nährstoffen, oder Ergänzungsfuttermittel und Mineralfuttermittel, die mögliche Defizite von Rationen ausgleichen. Während die einheimischen Aufwuchsproben direkt in Niedersachsen gezogen werden, kommen importierte Futtermittel in den Nordseehäfen an und müssen auf ihre Inhaltsstoffe untersucht werden. Zum Untersuchungsmaterial gehören auch Futtermittel  für Heimtiere, wie Vogelfutter und Kauknochen für Hunde.
Aus der Vielfalt der verschiedenen Untersuchungsproben sowie durch die unterschiedlichen Zusammensetzungen von Mischfuttermitteln ergeben sich durch stoffliche Wechselwirkungen besondere Anforderungen an die Futtermittelanalytik. In den Untersuchungen werden die Futtermittelproben auf ihre Zusammensetzung geprüft, die Inhaltsstoffe analysiert und die mikrobiologische Beschaffenheit des Futtermittels untersucht. Hier spielen oft risikoorientierte Aspekte eine Rolle, um verbotene und unerwünschte Stoffe festzustellen. Ziel ist die Sicherung von qualitativ hochwertigen und gesundheitlich unbedenklichen Futtermitteln zur Gewinnung von sicheren tierischen Lebensmitteln sowie der Schutz der Tiergesundheit und der Umwelt vor vermeidbaren Belastungen.
Niedersachsen ist mit einer Jahresproduktion von etwa 10 Millionen Tonnen Mischfuttermitteln der bedeutendste Futtermittelproduktionsstandort Deutschlands für Nutz- und Heimtierfuttermittel. Rund 40 Prozent der Mischfuttermittel in Deutschland werden in Niedersachsen hergestellt.
Die zu untersuchenden Futtermittelproben werden in der Regel durch den Futtermittelkontrolldienst gezogen. Der Futtermittelkontrolldienst gehört zum Dezernat Futtermittelüberwachung und ist ebenfalls im LAVES angesiedelt. Die Futtermittelkontrolleure des LAVES starten von den Standorten Oldenburg, Hannover und Lüneburg und prüfen gemäß rechtlich festgelegten Anforderungen routinemäßig die Futtermittel vor Ort und entnehmen Proben aus Niedersachsen und im Land Bremen. Diese, zum Teil risikoorientierten Proben, werden bei Primärerzeugern, Mischfuttermittelherstellern, im Handel und von Importen aus Drittländern entnommen. Darüber hinaus senden auch die niedersächsische Landkreise, vor allem im Zusammenhang mit Tierschutzfällen, Proben zur Überprüfung der Futtertauglichkeit beim Futtermittelinstitut Stade ein. Um Interessenkonflikte zu vermeiden, werden keine Eigenkontrolluntersuchungen für private Auftraggeber durchgeführt.
Neben den zahlenmäßig dominierenden Proben aus Niedersachsen und Bremen werden auch Untersuchungen für die Länder der Norddeutschen Kooperation – NOKO – dem Untersuchungsverbund der Landeslabore der norddeutschen Länder Berlin, Brandenburg, Bremen, Hamburg, Mecklenburg-Vorpommern, Niedersachsen und Schleswig-Holstein, durchgeführt. Ziel sind länderübergreifende Synergieeffekte für eine effiziente Ausnutzung der Labore.
Seit 2021 wird das Institut von dem Chemiker Stefan Effkemann geleitet. Es arbeiten derzeit circa 55 Beschäftigte im FI Stade. Neben Laboranten, Technikern, Büro- und Hilfskräften bilden 14 Naturwissenschaftler und Ingenieure den wissenschaftlichen Kern des Teams. Darunter sind Chemiker, Agrar- und Lebensmittelingenieure und mehrere Veterinärmediziner. Außerdem werden in Stade Chemielaboranten ausgebildet.

## Aufgaben
Die Futtermittelproben werden grundsätzlich im Futtermittelinstitut Stade des LAVES analysiert. Einige Schwerpunktuntersuchungen werden in anderen LAVES-Instituten durchgeführt. Durch die Zusammenarbeit der LAVES-Institute sowie auch mit weiteren akkreditierten Instituten wird ein breites Analysenspektrum abgedeckt.
Im Institut in Stade gehen jährlich etwa 4.000 Proben ein, die statistisch fast fünfmal untersucht werden. Dadurch werden jährlich rund 20.000 Untersuchungsvorgänge ausgelöst. Die dabei vorgenommenen Analysen bringen etwa 60.000 unterschiedliche Untersuchungsparameter hervor, anhand derer detaillierteste Aussagen zu den Inhaltsstoffen, zur Qualität und zur Zusammensetzung des Futtermittels bis zu den Spurenelementen im Mikrobereich gemacht werden können.
Zu den Untersuchungsparametern gehören hauptsächlich:
- chlorierte Kohlenwasserstoffe (CKW)
- polychlorierte Biphenyle (PCB)
- Mykotoxine
- pharmakologisch wirksame Substanzen und Zusatzstoffe (sowohl Deklarations- als auch Rückstandskontrolle)
- Elemente (darunter Mineralstoffe, Spurenelemente und Schwermetalle)
- Antioxidantien
- wertgebende Bestandteile von Futtermitteln (z. B. Rohfett, Rohprotein, Rohfaser, Zucker und Rohasche)
- Vitamine und Aminosäuren
- mikrobiologische Beschaffenheit, Zoonosenerregernachweis (z. B. Salmonellen), Probiotikanachweis
- mikroskopische Untersuchungen (Mutterkorn, tierische Bestandteile, botanische Reinheit und Zusammensetzung)

Das Untersuchungsspektrum orientiert sich am Nationalen Kontrollprogramm Futtermittelsicherheit, das unter Beteiligung der Länder, des Bundesministeriums für Ernährung und Landwirtschaft (BMEL) sowie des Bundesamtes für Verbraucherschutz und Lebensmittelsicherheit (BVL) erarbeitet wurde. Zusätzlich werden an bestimmten Warengruppen anlassbedingt Monitorings durchgeführt, um Verbrauchern transparentere Informationen über die qualitative Beschaffenheit der Produkte zu bieten.

## Geschichte
1919 wurde in Stade eine Untersuchungsanstalt für Fohlenkrankheiten gegründet. Aus dieser Anstalt ist in den 1930er Jahren das Veterinäruntersuchungsamt hervorgegangen. Mit dem ersten deutschen Fall des „Rinderwahns“ BSE (Bovine spongiforme Enzephalopathie) im Jahr 2000 wurden eklatante Mängel der Überwachungssysteme des gesundheitlichen Verbraucherschutzes offenbar. Die niedersächsische Landesregierung reagierte mit der Integration der laborgestützten Futtermittelkontrolle in das amtliche System des gesundheitlichen Verbraucherschutzes des LAVES.
Im Jahr 2001 erfolgte dann die Angliederung an das damals neu gegründete Niedersächsische Landesamt für Verbraucherschutz und Lebensmittelsicherheit (LAVES). Am 1. Januar 2003 wurde aus der damaligen Außenstelle des Veterinärinstituts Oldenburg in Stade das eigenständige Futtermittelinstitut des LAVES. Mit diagnostischen Untersuchungen in der Tierseuchenkontrolle hatte das Vorgängerinstitut ein völlig anderes Aufgabengebiet. Die Umstellung auf die neue Untersuchungsmatrix „Futtermittel“ gelang 2003 durch die Bereitschaft der Mitarbeiter, sich neue Arbeitsfelder zu erschließen. Durch bauliche Anpassungen und die gezielte Verstärkung mit Fachkräften, wurde das Untersuchungsspektrum erheblich erweitert.
2019 standen in Stade zwei Jubiläen an mit dem 100-jährigen Institutsstandort in Stade sowie der 15-jährigen Geschichte des Fachinstitutes für Futtermittel am Standort Stade.

## Institutsleitung
- 1919 – 1931: Staatliche Untersuchungsstelle für Fohlenkrankheiten
- 1932 – 1992: Staatliche Veterinäruntersuchungsamt Stade
- 1993 – 2002: Günther Thalmann – Leiter des Veterinäruntersuchungsamtes Oldenburg, Anschluss des Institutes als Außenstelle in Stade
- 2002 – 2013: Gerhard Ady – bis 2003 als Leitung der Außenstelle des Veterinäruntersuchungsamtes, nach Gründung des Futtermittelinstitutes in Stade als Institutsleiter[11]
- 2014 – 2021: Lutz Bötcher[12]
- seit 2021: Stefan Effkemann

## Besondere Ereignisse und Forschungsschwerpunkte
Das Futtermittelinstitut bewährte sich in zahlreichen Krisen. Nach der Aufnahme seiner Tätigkeit, gerieten im Jahr 2003 Futtermittel in den Verdacht, für die Kontamination von Eiern mit dem Kokzidiostatikum Lasalocid-Natrium ursächlich zu sein. Umgehend entwickelte und etablierte das Institut eine belastbare, massenspektrometrische Nachweismethode. Im Krisenfall wird auch das Genre gewechselt. So erstellte das Futtermittelinstitut eine Nachweismethode für Nikotin im Lebensmittel Ei und war in der Melaminkrise als Kompetenzzentrum für die Kontrolle von Sojasaucenimporten tätig.
Durch die Mitarbeit in Gremien hat sich das Institut über Niedersachsen hinaus einen Ruf erarbeitet. Dies verdeutlicht die Ausrichtung der Frühjahrstagung 2018 der Fachgruppe VI Futtermitteluntersuchung des Verband Deutscher Landwirtschaftlicher Untersuchungs- und Forschungsanstalten (VDLUFA) in Stade. In dem Gremium treffen sich Mitarbeiter aus Untersuchungseinrichtungen zum Erfahrungsaustausch.